# Canada aux Jeux mondiaux de 2017
Cet article contient des informations sur la participation et les résultats du Canada aux Jeux mondiaux de 2017 à Wrocław en Pologne.

## Médailles

### Or
| Sport             | Discipline    | Sportifs                             |
| Médaille d'or : 1 |               |                                      |
| Bowling           | Double hommes | Dan Macelelland Francois Lavoie (en) |

### Argent
| Sport                                     | Discipline                    | Sportifs |
| Médailles d'argent : 3 (+1 démonstration) |                               | |
| Crosse                                    | Tournoi                       | Canada - Allison Daley - Quintin Hoch-Bullen - Kaylin Morissette - Tessa Chad - Katie Guy - Holly Lloyd - Erica Evans - Megan Kinna - Lydia Sutton - Claire Mills - Emily Boisonneault - Taylor Gait - Avery Hogarth - Dana Dobbie (en) - Tory Merrill |
| Trampoline                                | Femme - Trampoline Duplo-Mini | Tamara O'Brien |
| Ski nautique et wakeboard                 | Hommes - Slalom               | Steve Neveu |
| Kick-boxing (.dem)                        | Hommes 67 kg                  | Jason Hinds |

### Bronze
| Sport                   | Discipline         | Sportifs |
| Médailles de bronze : 2 |                    | |
| Escalade                | Homme - Difficulté | Sean McColl |
| Ultimate                | Tournoi            | Canada- Andrew Carroll - Jessie Grignon-Tomas - Morgan Hibbert - Catherine Hui - Mark Lloyd - Laura Mason - Rachel Moens - Geoffrey Powell - Jessica Rockliff - Audrey St-Arnaud - Tim Tsang - Kevin Underhill - Terri Whitehead - Brendan Wong |